# El Vergel, Teopisca
El Vergel är en ort i Mexiko.   Den ligger i kommunen Teopisca och delstaten Chiapas, i den sydöstra delen av landet, 800 km öster om huvudstaden Mexico City. El Vergel ligger 2 078 meter över havet och antalet invånare är 314.
Terrängen runt El Vergel är varierad. Runt El Vergel är det ganska tätbefolkat, med 104 invånare per kvadratkilometer. Närmaste större samhälle är Teopisca, 6,7 km sydost om El Vergel. I omgivningarna runt El Vergel växer huvudsakligen savannskog.